# Liste der Monuments historiques in Bey (Ain)
Die Liste der Monuments historiques in Bey (Ain) führt die Monuments historiques in der französischen Gemeinde Bey auf.

## Liste der Bauwerke
| Bezeichnung      | Beschreibung              | Standort                 | Kennzeichnung | Schutzstatus | Datum | Bild           |
| ---------------- | ------------------------- | ------------------------ | ------------- | ------------ | ----- | -------------- |
| Kirche St-Martin | Erbaut im 12. Jahrhundert | Allée de l’Église (Lage) | PA00116313    | Inscrit      | 1945  | weitere Bilder |

## Liste der Objekte

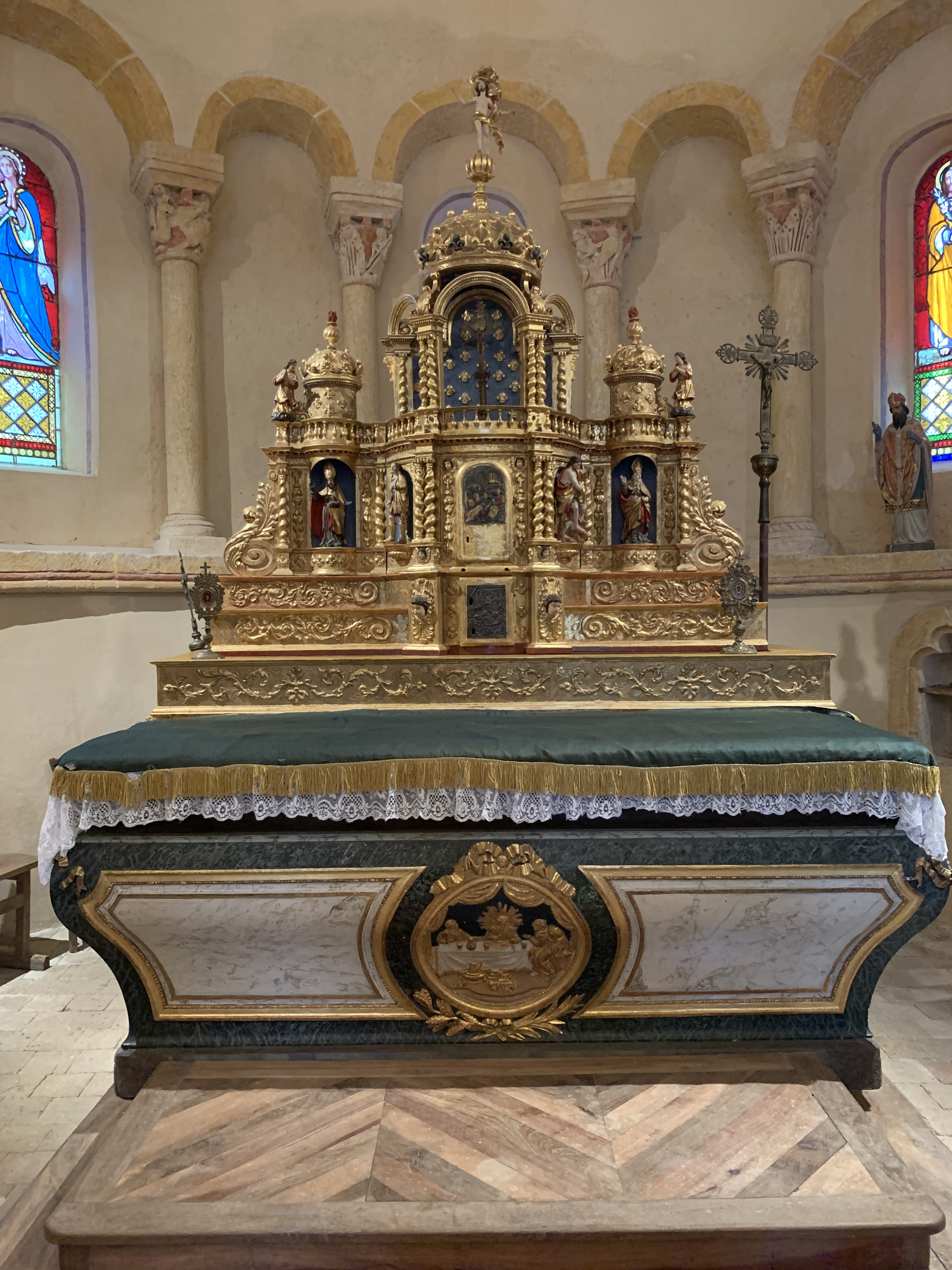
Hauptaltar (1684) in der Kirche St-Martin

- Monuments historiques (Objekte) in Bey (Ain) in der Base Palissy des französischen Kultusministeriums}